# Parigi-Camembert 1944
La Parigi-Camembert 1944, terza edizione non ufficiale corsa, valida come evento del circuito UCI categoria CB1.1 e valida come Trophée Lepetit, si svolse il 16 aprile 1944. Fu vinta dal francese Maurice Demuer.

## Ordine d'arrivo (Top 10)
| Pos. | Corridore           | Squadra          | Tempo |
| ---- | ------------------- | ---------------- | ----- |
| 1    | Maurice De Muer     | Peugeot          |       |
| 2    | Giuseppe Tacca      | -                |       |
| 3    | Léon Level          | Metropole-Dunlop |       |
| 4    | Lucien Boda         | Alcyon-Dunlop    |       |
| 5    | Yvan Marie          | -                |       |
| 6    | Raymond Bunel       | -                |       |
| 7    | Alexandre Pawlisiak | -                |       |
| 8    | Domenico Pedrali    | -                |       |